# Matón Abajo (Cayey)
Matón Abajo es un barrio ubicado en el municipio de Cayey en el estado libre asociado de Puerto Rico. En el Censo de 2010 tenía una población de 926 habitantes y una densidad poblacional de 185,15 personas por km².

## Geografía
Matón Abajo se encuentra ubicado en las coordenadas 18°7′31″N 66°12′9″O / 18.12528, -66.20250. Según la Oficina del Censo de los Estados Unidos, Matón Abajo tiene una superficie total de 5 km², que corresponden a tierra firme.

## Demografía
Según el censo de 2010, había 926 personas residiendo en Matón Abajo. La densidad de población era de 185,15 hab./km². De los 926 habitantes, Matón Abajo estaba compuesto por el 77.86% blancos, el 5.51% eran afroamericanos, el 0.32% eran amerindios, el 0.22% eran asiáticos, el 0.43% eran isleños del Pacífico, el 10.26% eran de otras razas y el 5.4% pertenecían a dos o más razas. Del total de la población el 99.78% eran hispanos o latinos de cualquier raza.